# Seznam hejtmanů Karlovarského kraje
Hejtman Karlovarského kraje je člen Zastupitelstva Karlovarského kraje, kterého si tento orgán zvolil do svého čela.

## Seznam
| Č. | Portrét   | Portrét                    | Jméno                      | Nástup do úřadu    | Opuštění úřadu     | Navrhující strana | Poznámka                                      | Volby |
| -- | --------- | -------------------------- | -------------------------- | ------------------ | ------------------ | ----------------- | --------------------------------------------- | ----- |
| 1. |           | Josef Pavel                | Josef Pavel                | 18. prosince 2000  | 13. listopadu 2008 | ODS               |                                               | 2000  |
| 1. | 2004      | Josef Pavel                | Josef Pavel                | 18. prosince 2000  | 13. listopadu 2008 | ODS               |                                               |       |
| 2. |           |                            | Josef Novotný              | 13. listopadu 2008 | 31. ledna 2015     | ČSSD              |                                               | 2008  |
| 2. | 2012      |                            | Josef Novotný              | 13. listopadu 2008 | 31. ledna 2015     | ČSSD              |                                               |       |
| –  |           | není foto                  | Eva Valjentová             | 1. února 2015      | 9. března 2015     | KSČM              | 1. náměstkyně vykonávající pravomoci hejtmana |       |
| 3. |           | není foto                  | Martin Havel               | 9. března 2015     | 22. listopadu 2016 | ČSSD              | [ 2 ]                                         |       |
| 4. |           | Jana Mračková Vildumetzová | Jana Mračková Vildumetzová | 22. listopadu 2016 | 31. prosince 2019  | ANO               |                                               | 2016  |
| 5. | není foto | Petr Kubis                 | 1. ledna 2020              | 14. prosince 2020  |                    | ANO               |                                               |       |
| 6. |           | není foto                  | Petr Kulhánek              | 14. prosince 2020  | 1. listopadu 2024  | STAN              | člen hnutí KOA                                | 2020  |
| 7. |           | Jana Mračková Vildumetzová | Jana Mračková Vildumetzová | 1. listopadu 2024  | úřadující          | ANO               |                                               | 2024  |